# Северен Ланаркшър
Северен Ланаркшър (на английски: North Lanarkshire, на шотландски език: Siorrachd Lannraig a Tuath) е една от 32-те области в Шотландия. Граничи с областите Глазгоу, Източен Дънбартъншър, Фолкърк и Южен Ланаркшър.

## Градове
- Еърдри
- Белсхил
- Къмбърнолд, Килсит (Kilsyth), Коутбридж (Coatbridge)
- Мъдъруел
- Уишоу (Wishaw)